# Opalino
Opalino (kaszb. Òpalmò lub też Òpalëno, Òpalno, niem. Oppalin) – osada kaszubska w Polsce położona w województwie pomorskim, w powiecie wejherowskim, w gminie Gniewino. Wieś jest częścią składową sołectwa Czymanowo.
Wieś szlachecka położona była w II połowie XVI wieku w powiecie puckim województwa pomorskiego. W latach 1975–1998 miejscowość administracyjnie należała do województwa gdańskiego.

## Z kart historii
Rok 1772 to ponury początek pruskiego ucisku i zniemczania miejscowych Kaszubów. Do 1918 Opalino znajdowało się pod administracją zaboru pruskiego. Po I wojnie światowej wieś pozostała poza granicami Polski stając się niemiecką miejscowością graniczną (granica polsko-niemiecka przebiegała rzeką Piaśnicą na wschód od Opalina).

## Epizod kolejowy
W latach 80. XX wieku przez Opalino została poprowadzona wschodnia zelektryfikowana odnoga linii kolejowej Wejherowo-Choczewo-Lębork, prowadząca do przystanku końcowego o nazwie Elektrownia Jądrowa Żarnowiec (daleko idące plany przewidywały włączenie tego odcinka do sieci trójmiejskiej SKM). W ostatnich latach sieć trakcyjna została całkowicie zdemontowana, a sama linia zawieszona. Opalino jest miejscowością, która najpóźniej w całym (obecnym) województwie pomorskim uzyskała połączenie kolejowe.

## Złoża gazu ziemnego
Na początku listopada 2012 Polskie Górnictwo Naftowe i Gazownictwo poinformowało, iż odkryło złoże gazu ziemnego w trakcie wiercenia odwiertu w Opalinie na koncesji Wejherowo. Jak wynika z komunikatu opublikowanego przez spółkę przemysłowy przypływ gazu uzyskano z utworów kambru znajdujących się na głębokości około 3000 m.